# فبیان برندی
فبیان برندی (انگلیسی: Febian Brandy؛ زادهٔ ۴ فوریهٔ ۱۹۸۹) بازیکن فوتبال اهل بریتانیا است.
از باشگاه‌هایی که در آن بازی کرده‌است می‌توان به باشگاه فوتبال منچستر یونایتد، باشگاه فوتبال نوتس کانتی، باشگاه فوتبال هرفورد یونایتد، باشگاه فوتبال گیلینگام، باشگاه فوتبال والسال، و باشگاه فوتبال سوانزی سیتی اشاره کرد.
وی همچنین در تیم‌های ملی فوتبال زیر ۱۷ سال انگلستان، زیر ۱۸ سال انگلستان، زیر ۱۹ سال انگلستان، زیر ۲۰ سال انگلستان، و سنت کیتس و نویس بازی کرده‌است.